# Streptosporangiales
Streptosporangiales es un orden de Actinomycetes.